# Sir Kati
Sir Kati (Budapest, 1950. február 14. –) magyar színésznő.

## Életpályája
Gimnáziumi tanulmányai alatt került kapcsolatba a filmmel. Mészáros Márta választotta ki  Szép lányok ne sírjatok című filmjéhez szereplőnek. 1972-ben kapott diplomát a Színház-és Filmművészeti Főiskolán. 1972 és 1975 között Londonban élt. 1975-ben a Pécsi Nemzeti Színház, majd 1979–1986 között a Mafilm egyesületének tagja volt. 1986-tól szabadfoglalkozású.

## Színházi szerepei
- William Shakespeare: A vihar....Miranda
- Molnár Ferenc: Játék a kastélyban....Annie
- Illyés Gyula: Dániel az övéi között, avagy a mi erős várunk....Angol nő
- Weöres Sándor: A holdbéli csónakos....Pávaszem
- Hellmann: Régimódi játékok....Carrie
- Federico García Lorca: Donna Rosita avagy Virágnyelv....Második Ayola lány
- Georges Feydeau: Bolha a fülbe....Eugénie
- Oscar Wilde: Bunbury....Miss Prism, nevelőnő
- Tamási Áron: Énekes madár....Gondor Regina, vénlány
- Tennessee Williams: Nyár és füst....Rosemary
- Neil Simon: Hotel Plaza....Mimsey Hubley
- Shakespeare: Othello....Bianca
- Molière: Scapin furfangjai....Nérine
- Bródy Sándor: A medikus....Dada
- Shakespeare: Titus Andronicus....Lavínia
- Dosztojevszkij: Istvánfalva....Vera, nevelőnő
- Mihail Afanaszjevics Bulgakov: Menekülés....Szerafima Vlagyimirovna Korzuhina

## Filmjei

### Játékfilmek
- Szép leányok, ne sírjatok! (1970)
- Hangyaboly (1971)
- Fuss, hogy utolérjenek! (1972)
- Forró vizet a kopaszra! (1972)
- Az utolsó játszma (1974)
- A kenguru (1975)
- Nem élhetek muzsikaszó nélkül (1978)
- Az erőd (1979)... Mary
- Örökség (1980)
- Circus Maximus (1980)
- Szívzűr (1982)
- Nyom nélkül (1982)
- Elcserélt szerelem (1983)
- Szeretők (1984)
- Felhőjáték (1984)
- Napló gyermekeimnek (1984)
- Egy kicsit én, egy kicsit te (1985)
- Első kétszáz évem (1985)
- Vakvilágban (1987)
- Laurin (1989)
- Halál sekély vízben (1994)
- Szent Iván napja (2003)

### Tévéfilmek
- A Danaida (1971)
- Férfiak mesélik... (1972)
- Felelet 1-8. (1975)
- A Mi Ügyünk, avagy az utolsó hazai maffia hiteles története (1982)
- Széchenyi napjai (1985)
- Linda (1986)
- Zsarumeló (1987)
- Randevú Budapesten (1987)
- Fagylalt, tölcsér nélkül (1989)
- Családi kör (1989–1990)
- The Nightmare Years (1990)
- Família Kft. (1991–1994)